# نادي ألتون
نادي ألتون لكرة القدم (بالإنجليزية: .Alton F.C)‏ هو نادٍ لكرة القدم مقره في ألتون، هامبشاير، إنجلترا. تشكل من خلال اندماج Alton Town وBass في عام 1991، وهو حاليًا أعضاء في دوري ويسكس الدرجة الممتازة (Wessex League Premier Division) ويلعب في أنستي بارك.

## سجلات النادي
- أفضل أداء لكأس الاتحاد الإنجليزي: الجولة الأولى، 1972-1973.[1]
- أفضل أداء في كأس الهواة: ربع النهائي، 1962–63.[1]
- أفضل أداء لكأس الاتحاد الإنجليزي: الجولة التأهيلية الثانية، 1976–77.[1]